# كينيث إيفرسون
كينيث إيفرسون (بالإنجليزية: Kenneth E. Iverson)‏ عالم حاسوب كندي بارز في مجال علم الحاسوب، فاز بجائزة تورنغ في عام 1979 عن مساهماته في التدوين الرياضي.

## حياته
وُلد كين إيفرسون في 17 ديسمبر من عام 1920 بالقرب من كامروز، وهي بلدة تقع في وسط ألبرتا، كندا. كان والداه مزارعين هاجرا إلى ألبرتا من نورث داكوتا. بينما تعود أصول أسلافه إلى تروندهايم في النرويج.
خدم خلال الحرب العالمية الثانية، في الجيش الكندي أولاً ثم في سلاح الجو الملكي الكندي. حصل على درجة البكالوريوس من جامعة كوينز وعلى شهادتي الماجستير والدكتوراه من جامعة هارفارد. عمل في حياته المهنية لدى جامعة هارفارد وشركة آي بي إم وشركة آي. بّي. شارب الكندية.
أُصيب إيفرسون بسكتة دماغية أثناء عمله على الحاسوب في مختبر (جيه) الجديد في 16 أكتوبر 2004، وتوفي في 19 أكتوبر 2004 عن عمر 83 سنة.

## تعليمه
بدأ إيفرسون في 1 أبريل من عام 1926 حياته التعليمية في مدرسة مؤلفة من غرفة واحدة، رُقّي إلى الصف الثاني بعد 3 أشهر فقط وإلى الصف الرابع بحلول نهاية يونيو من عام 1927. ترك المدرسة بعد الصف التاسع بسبب فترة الكساد الكبير وانصرافه لأعمالٍ في مزرعة الأسرة، ولأنه اعتقد أن مواصلة التعليم ستؤدي فقط إلى أن يصبح مدرسًا في المدرسة ولم تكن لديه أي رغبة في أن يصبح واحدًا. في سن 17، بينما كان ما يزال خارج المدرسة، التحق بدورة دراسية عبر المراسلة على الراديو مع جامعة ديفري في شيكاغو، وتعلم حساب التفاضل والتكامل من خلال الدراسة الذاتية من أحد الكتب المدرسية. وأثناء الحرب العالمية الثانية، خلال خدمته في القوات الجوية الملكية الكندية، أخذ دورات بالمراسلة ليحصل على دبلوم المدرسة الثانوية.
التحق إيفرسون بعد الحرب بجامعة كوينز في كينغستون، أونتاريو، مستفيدًا من دعم الحكومة للجنود السابقين وبتشجيعٍ من رفيقه في القوات الجوية الذي قال إنه «سيدمر دماغه إن لم ينتهز هذه الفرصة». تخرّج في عام 1950 كأفضل طالب حاصل على درجة البكالوريوس في الرياضيات والفيزياء.
واصل تعليمه في جامعة هارفارد، وبدأ في قسم الرياضيات وحصل على درجة الماجستير في عام 1951. ثم انتقل إلى قسم الهندسة والفيزياء التطبيقية، وعمل مع هوارد أيكن وفاسيلي ليونتييف.
طوّر هوارد أيكن جهاز هارفارد مارك I، وهو واحد من أوائل الحواسيب الرقمية واسعة النطاق، بينما كان يعمل فاسيلي ليونتييف على تطوير نموذج المدخلات-المخرجات للتحليل الاقتصادي، وهو العمل الذي حصل لاحقًا على جائزة نوبل. يتطلب نموذج ليونتييف مصفوفات كبيرة وعمل إيفرسون على البرامج التي يمكنها تقييم هذه المصفوفات على حاسوب هارفارد مارك الرابع. حصل إيفرسون على درجة الدكتوراه في الرياضيات التطبيقية في عام 1954 مع أطروحة مبنية على هذا العمل.

## عمله

### هارفارد (1955-1960)
بقي إيفرسون في جامعة هارفارد كأستاذ مساعد لتنفيذ أول برنامج دراسات عليا في العالم في «المعالجة التلقائية للبيانات».

### آي بي إم (1960-1980)
انضم إيفرسون إلى أبحاث آي بي إم عام 1960 (وتضاعف راتبه). سبقه العالم الأميركي فريد بروكس إلى العمل في شركة آي بي إم، ونصحه: «بالالتزام بكل ما يريد فعله، لأن الإدارة كانت متعطشة جدًا للأفكار التي تحتاج إلى الدعم». سُمح له بالعمل على إنهاء ونشر إيه بي إل (لغة برمجة) والاشتراك مع بروكس في معالجة البيانات التلقائية، وهما كتابان يصفان ويستخدمان الترميز الذي طُوّر في جامعة هارفارد.)